# 科梅舒瓦哈 (克拉馬托爾斯克區)
科梅舒瓦哈（烏克蘭語：Комишуваха），是烏克蘭東部頓涅茨克州克拉马托尔斯克区克拉马托尔斯克市镇内的市級鎮。距離頓涅茨克95公里，面積1.408平方公里，海拔高度135米，2013年人口488，人口密度每平方公里346人。